# Yanni Wetzell
Yannick Clemens Thomas Wetzell (Auckland, 8 de julio de 1996) es un baloncestista neozelandés que pertenece a la plantilla del Akita Northern Happinets de la B.League japonesa. Con 2,08 metros de estatura, juega en la posición de ala-pívot.

## Trayectoria deportiva

### Universidad
Jugó dos temporada con los Rattlers de la Universidad St. Mary's, de la División II de la NCAA, en las que promedió 13,6 puntos y 6,2 rebotes por partido. En su primera temporada fue elegido rookie del año de la Heartland Conference, y al año siguiente, incluido en el segundo mejor quinteto de la conferencia.
Al término de su segunda temporada, fue transferido a los Commodores de la Universidad de Vanderbilt, ya en la División I de la NCAA, teniendo que pasar un año en blanco como impone la normativa de la NCAA. Jugó una temporada, en la que promedió 5,9 puntos y 3,8 rebotes por encuentro.
Tras graduarse y tener derecho a jugar un año más, fue transferido a los Aztecs de la Universidad Estatal de San Diego, donde tomaría el puesto de Jalen McDaniels, que acababa de dejar el equipo para jugar profesionalmente. Promedió 11,6 puntos y 6,5 rebotes por partido ejerciendo como titular, siendo elegido por los entrenadores en el segundo mejor quinteto de la Mountain West Conference.

### Profesional
El 28 de julio de 2020 firmó su primer contrato profesional con los South East Melbourne Phoenix de la NBL Australia, pero dos semanas más tarde y sin llegar a debutar, ejerció su cláusula de poder romper el contrato unilateralmente si llegaba una oferta del continente europeo. El 19 de agosto firmó con el MHP Riesen Ludwigsburg de la Basketball Bundesliga alemana, pero por problemas con su pasaporte regresó a su continente, donde jugó una temporada con los South East Melbourne Phoenix y otra con los New Zealand Breakers.
El 15 de abril de 2022 firmó con el Saski Baskonia de la liga ACB española.
El 26 de julio de 2022, se compromete con el ALBA Berlín de la Basketball Bundesliga.
El 19 de julio de 2025 fichó por el Akita Northern Happinets de la B.League japonesa.

### Selección nacional
Durante agosto y septiembre de 2023 fue integrante de la selección de Nueva Zelanda que participó en el Mundial de 2023 celebrado en Asia, y que finalizó en vigesimosegundo lugar.